# 坎達兒·珍娜
坎達兒·妮可·珍娜（1995年11月3日—），出生於加利福尼亞州洛杉磯，是一位美國電視名人和時裝模特兒。她是克莉絲·詹納和凱特琳·詹納的女兒。坎達兒第一次出現在螢光幕是在E!頻道的真人秀《與卡戴珊姊妹同行》（Keeping Up with the Kardashians），因此真人秀節目而聲名鵲起，從2007年到2021年，她在該節目中主演了20季，歷時近15年。該劇的成功催生了多部衍生劇集，包括《卡戴珊姊妹邁阿密》(2009年)、《寇特妮和金·卡戴姍的紐約行記》(2011年)、《克羅伊和拉馬爾》(2011年)、《與卡戴珊同行：羅伯與恰娜》(2016年)和《凱莉的生活》(2017年）。在決定結束真人秀節目後，2022年，她和家人在Hulu上主演了真人秀電視連續劇《與卡戴珊姊妹同行》。
坎達兒也被時尚雜誌《哈潑時尚》稱為「社交媒體寵兒（"Social Media Modeling"）」。坎達兒和妹妹凱莉·珍娜分別在2014年及2015年被時代雜誌選為全球最有影響力的青少年之一。
坎達兒14歲開始模特兒生涯。坎達兒曾出現在《Love》和各種國際《Vogue》雜誌的廣告、社論和封面拍攝中，並且是雅詩蘭黛的品牌大使。坎達兒首次亮相就在福布斯雜誌2015年收入最高的模特兒排行榜上排名第16位，預計年收入為400萬美元。 2017年，坎達兒被《富比士》評為全球收入最高模特，取代了自2002年以來一直位居榜首的模特吉賽兒·邦臣。
2021年，她推出了龍舌蘭酒品牌818 Tequila。

## 早期生活和家庭
坎達兒·妮可·珍娜 (Kendall Nicole Jenner) 於1995年出生於加利福尼亞州洛杉磯，父親是前奧運會十項全能冠軍布魯斯·詹納（已變性，現稱凯特琳·詹纳），母親是電視名人兼女商人克莉絲·詹納(娘家姓霍頓)。坎達兒的中間名是為了紀念克莉絲·詹納最好的朋友妮可·布朗·辛普森，她在她懷孕之前就被謀殺了。
坎達兒有一個妹妹凱莉·珍娜和八個同父異母（或同母異父）的兄弟姐妹。凱特琳·詹納家族有四個同父異母的兄弟姐妹：柏特・詹納、布蘭登·詹納和布羅迪·詹納以及姐姐凱西·馬理諾(Casey Marino)。在克莉絲·詹納的家族中，有四個同父異母的兄弟姐妹：寇特妮·卡戴珊、金·卡戴珊、克羅伊·卡戴珊和一個哥哥小羅伯特·卡戴珊。
坎達兒與她的姐姐們卡戴珊家族一起在洛杉磯西部的高檔郊區卡拉巴薩斯長大。坎達兒曾就讀塞拉峽谷學校，後來為了追求模特兒事業而轉向在家自學。她於2014年畢業 。 2014年5月，坎達兒以140萬美元在洛杉磯購買了一間兩房、2.5間浴室的公寓。 
2007年，E!頻道推出了一個她們一家人的實境節目《與卡戴珊姊妹同行》並受到大眾熱烈歡迎，並開始被大眾所熟知。

2011年首次走秀，2014年在三大時裝周為高級品牌走秀。和妹妹凱莉·珍娜一起推出自有品牌KENDALL + KYLIE。

## 職業生涯

### 電視生涯
2007年，坎達兒的母親克莉絲·詹納與瑞安·西克雷斯特會面，打算製作一部以她的家庭為主題的電視真人秀節目。瑞安·西克雷斯特擁有自己的製作公司，他決定發展這個想法，並考慮了家庭節目《奧斯本》。該節目最終被選在E!頻道播出。有線電視網絡，坎達兒的母親擔任執行製作。該劇於2007年10月14日首播，圍繞著坎達兒、她的父母克里斯和布魯斯·詹納（現為凱特琳）以及兄弟姐妹凱莉·珍娜、克羅伊·卡戴珊、金·卡戴珊、寇特妮·卡戴珊和小羅伯特·卡戴珊。他們的電視真人秀節目《與卡戴珊姊妹同行》的標題，記錄了他們家庭成員的個人和職業生活。
該系列節目在E!網絡上取得了成功，並催生了衍生作品，其中包括《卡黛珊姊妹邁阿密》(2009年)，坎達兒在《寇特妮和金·卡戴姍的紐約行記》其中客串。坎達兒還在2011年1月首播的《克羅伊和拉馬爾》(2011年)中擔任常駐演員。劇的重點是關於克羅伊·卡戴珊和她當時的丈夫拉馬爾·奧丹 (Lamar Odam )的個人生活和關係。2014年3月26日，E!頻道宣布推出《與卡戴珊姐妹同行》衍生劇《《寇特妮和克羅伊佔領漢普頓》。寇特妮、克羅伊和史考特·狄斯克搬到漢普頓，而女孩們則在紐約Dash商店工作，並開設了一家快閃店。該節目還介紹了他們的家人，包括坎達兒。 2017年，坎達兒的妹妹凱莉(Kylie)成為E!的核心演員。現實衍生劇《凱莉的生活》(2017年）。
2021年，坎達兒和她的家人宣布他們的真人秀節目《與卡戴珊姐妹同行》將在播出近15年、二十季後結束。
2022年4月，坎達兒和她的家人在離開E!後，帶著全新的真人秀節目《卡戴珊家族》重返電視螢幕。網路加入Hulu。該劇由坎達兒、她的姐妹寇特妮、金、克羅伊和凱莉以及母親克莉絲·詹納主演，前任和現任搭檔包括史考特·狄斯克、崔維斯·巴克、崔斯坦·湯普森和科瑞·甘布爾，肯伊·威斯特也客串演出。第一季於2022年4月14日首播，十集可在Disney+上獨家播放。2022年晚些時候，該劇宣布回歸第二季，並於2022年9月22日正式首播。2022年底，宣布該劇已正式續訂第三季，預計2023年上半年首播。第三季於2023年5月25日正式播出。

### 模特生涯

#### 2009-2014：首次亮相和突破
2009年7月12日，威廉敏娜模特兒公司簽下了坎達兒，13歲時開始當模特兒。電影攝影師尼克·薩格林貝尼指導了坎達兒的威廉敏娜模特兒作品集的拍攝。坎達兒的第一份模特兒工作是2009年12月和2010年1月為Forever 21拍攝的 Rocker Babes 廣告活動。坎達兒登上《Teen Vogue》雜誌2010年4月19日的快照。
2011年9月，坎達兒在梅賽德斯-奔馳時尚週期間為雪莉・希爾走秀。到2012年底，坎達兒翻唱了《美國啦啦隊長》、Teen Prom、 Looks、Raine、 GenLux、 Lovecat、 和《Flavor雜誌》。並為澳洲White Sands、Leah Madden、和Agua Bendita預訂了活動。2012年11月，坎達兒與維多利亞的秘密攝影師羅素·詹姆斯合作進行編輯工作和聯合專案。 2013年和2014年期間，他們的合作作品出現在《Kurv》、 澳洲版《Vogue》小姐、和《Harper's Bazaar》阿拉伯版。 坎達兒在詹姆斯的《遊牧兩個世界：澳洲》新書在雪梨和洛杉磯的發表會上亮相。坎達兒的編輯工作標誌著向高級時裝方向的轉變，坎達兒於2013年11月21日與社會管理公司簽約。
坎達兒首次為Marc Jacobs、Giles Deacon、Givenchy、Chanel、Donna Karan、Diane von Fürstenberg、Tommy Hilfiger、Fendi、Ports 1961、Bottega Veneta、Pucci、D&G擔任社會管理職務；桑麗卡·里基耶和寶曼。坎達兒在2014年參加了兩次香奈兒公關活動：一是以女權集會為主題的香奈兒活動；還有兩個，該公司位於薩爾茲堡的Metiers D'Art。坎達兒為《Interview》LOVE、和《Teen Vogue》拍攝封面和社論。坎達兒參與了Givenchy 的廣告活動以及與道格·英格利甚(Doug Inglish)合作的12月主題的《LOVE》降臨節日曆促銷活動。2014年11月，坎達兒成為雅詩蘭黛官方代表。坎達兒被《LOVE》編輯凱蒂·格蘭德譽為“本季‘It Girl’”。

#### 2015–2017：邁向成功
2015年，坎達兒為Chanel、Alexander Wang、Diane von Fürstenberg、唐娜·卡蘭、Vera Wang、Michael Kors、Marc Jacobs、Oscar de la Renta、賈爾斯·迪肯、N°21、H&M、Balmain、年度Dosso Dossi Fashion走秀土耳其安塔利亞、Givenchy、Elie Saab 、 Ports 1961秀場。坎達兒為印尼版《Marie Claire》、《Harper's Bazaar》、《GQ》、中國版《Vogue》、《LOVE》以及日本、法國和美國版《Vogue》拍攝封面和社論。坎達兒參與了Marc Jacobs、Karl Lagerfeld、Fendi、寶曼、雅詩蘭黛的競選活動、Rock The Vote/獨立期刊評論選民登記的政治競選活動，以及第二個《LOVE》降臨節日曆。坎達兒在3月與Calvin Klein Jeans簽訂了合約，在5月與Penshoppe簽訂了合約。

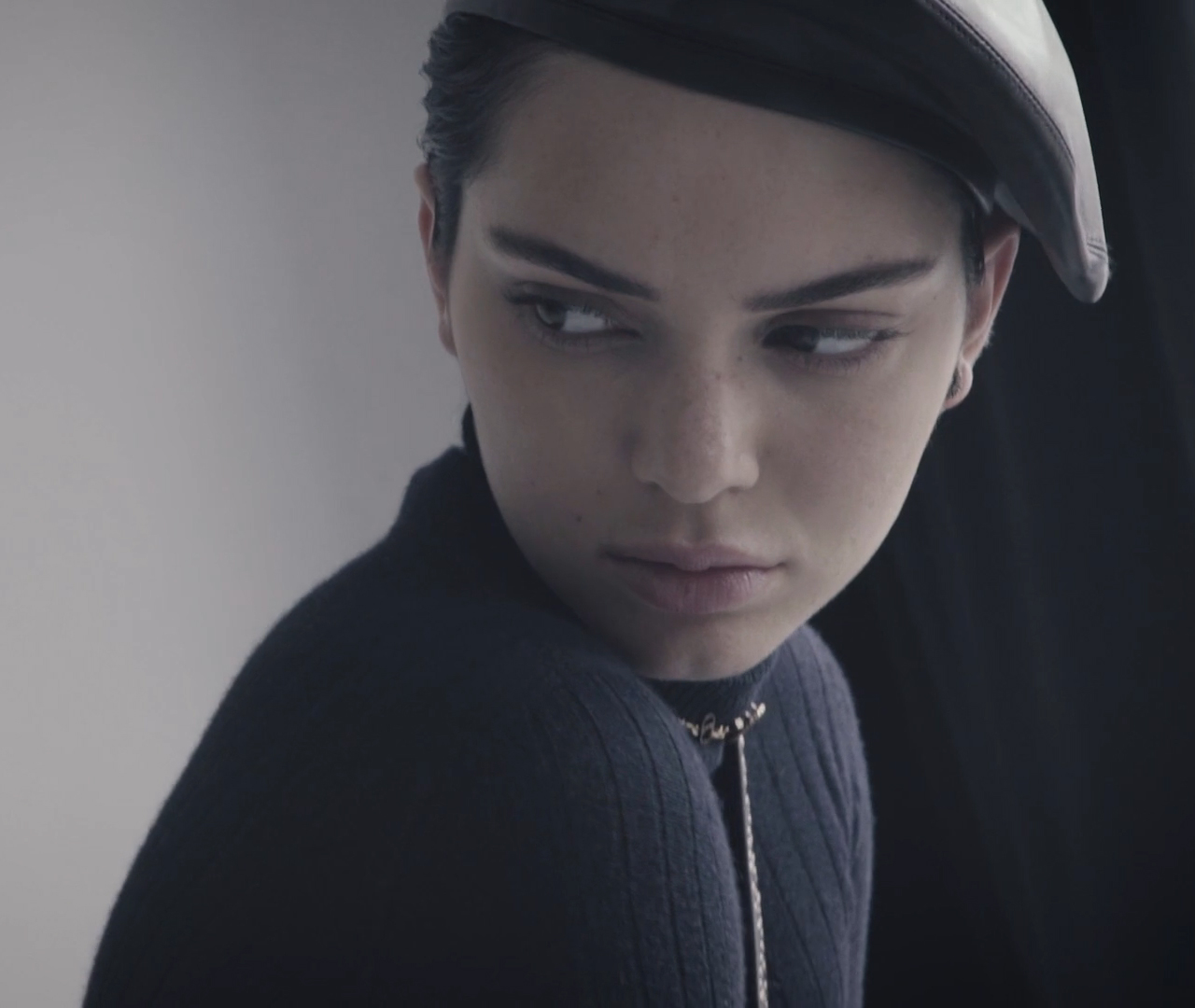
Jenner posing for W Korea in 2017

2016 年，坎達兒和卡拉·迪樂芬妮被重新製作成杜莎夫人蠟像館倫敦時裝週體驗活動的蠟像。 坎達兒為Chanel、Diane Von Fürstenberg、Vera Wang、Michael Kors、Marc Jacobs、Fendi、Versace、Bottega Veneta、Balmain、Dior、Elie Saab 和Miu Miu走秀。坎達兒為巴西版《Vogue》、《W 韓國》、《LOVE》、《Vanity Fair》、《V》、《Self Service Magazine》和《Harper's Bazaar》拍攝封面和社論。《Vogue》雜誌的編輯們在四月份專門為坎達兒製作了一份特別版社論增刊。坎達兒為Mango、CPS Chaps、 Calvin Klein、Rock The Vote/獨立期刊評論、和Denimlab做過宣傳專題報導。坎達兒於四月宣布與智利零售連鎖店巴黎簽約。
2017年為La Perla代言的廣告活動引起了一些爭議，當時她因與La Perla的新關係而不得不取消之前預定的維多利亞的秘密模特露面活動。

#### 2018年至今：超模地位
坎達兒首次亮相就在《富比士》雜誌2015年收入最高模特兒排行榜上排名第16位，估計年收入為400萬美元 。2017年，坎達兒被《富比士》評為全球收入最高模特，取代了自2002年以來連續14年多位居榜首的模特吉賽兒·邦臣。2022年，By Far簽下坎達兒為其首款香水 Daydream的代言人。

### 商業生涯
坎達兒為2011年Nicole by OPI Kardashian Kolors指甲油系列打造了兩款標誌性指甲油， ，珍娜姐妹最終總共獲得10萬美元的代言利潤。2012年3月16日，珍娜姐妹被任命為Gillette Venus與坎達兒和凱莉·珍娜 (Kendall & Kylie Jenner) 一起做好準備網絡劇系列的創意總監，該劇最初在Gillette Venus的Facebook頁面上播出。 2013年7月，珍娜姊妹與Pascal Mouawad的Glamhouse合作，打造Metal Haven by Kendall & Kylie珠寶系列。 2014年2月，珍娜姐妹為諾德斯特龍百貨公司推出了Steve Madden, Ltd.系列鞋子和手袋系列。
珍娜姐妹於2012年11月15日與PacSun預覽了Kendall & Kylie系列；該系列於2013年2月在TOPSHOP推出。該系列於2016年2月8日在紐約推出。 2016年4月27日，珍娜姐妹預覽了夏季泳裝系列。
2015年9月，珍娜和卡戴珊姐妹與Whalerock Industries合作發布了付費訂閱行動應用程式網站。坎達兒的網站於當年4月獲得國際數位藝術與科學學院2016年威比獎提名。珍娜姐妹與英語：，羅馬化：Glu Mobile合作開發了Kim Kardashian的衍生應用程式：好萊塢；Kendall和Kylie應用程式於2016年2月17日推出。
2017年6月，坎達兒和凱莉在其網站上為其生活方式品牌Kendall + Kylie推出了一系列「復古」T恤。這些襯衫零售價為125美元，上面印有著名音樂家或樂隊（圖帕克·夏庫爾、門戶合唱團、金屬製品、平克·佛洛伊德和聲名狼藉先生）的標誌或圖像，上面還疊加了與珍娜兄弟相關的明亮圖像或標誌。這些襯衫遭到了公眾的批評，以及來自音樂家和藝術家的財產的幾封停止和停止信件，這些信件未經許可就被展示。使用圖帕克·夏庫爾肖像的攝影師此後起訴詹納姐妹侵犯版權。姐妹倆從網站上撤下了這些襯衫，並聯合發表了道歉聲明，“向任何感到不安和/或冒犯的人，特別是藝術家的家人。” 2020年6月，珍娜姐妹回應了有關她們的時尚品牌 Kendall + Kylie由於冠狀病毒大流行而未能向孟加拉國工廠工人支付工資的報道。據悉，利標品牌集團（GBG）先前在其網站上列出了Kendall + Kylie品牌。因此，珍娜夫婦表示，他們的公司由一家名為3072541 Canada Inc.的獨立實體擁有，儘管他們表示，他們的品牌“過去曾與CAA-GBG合作過，但僅限於銷售和業務開發能力”，並且他們「目前與 GBG 沒有任何關係」。
坎達兒與Neff Headwear的Shaun Neff創建的口腔護理品牌Moon合作。坎達兒於2019年4月幫助為該品牌打造了一款產品——坎達兒·珍娜牙齒美白筆。2020年1月，她證實與凱利化妝品Kylie Cosmetics合作的化妝品系列正在開發中。Kylie Cosmetics於2020年6月26日推出了Kendall Jenner x Kylie Cosmetics。此次合作同時標誌著StockX首次進軍個人護理/美容領域。
2021年2月，坎達兒宣布即將推出名為「818 Tequila」的龍舌蘭酒品牌。該公司由坎達兒於5月21日星期五創立。

### 慈善事業
坎達兒設立了一個eBay帳戶，透過拍賣舊衣服為洛杉磯兒童醫院籌集資金。卡戴珊姐妹和珍娜姐妹在2013年以這種方式利用eBay為她們的慈善機構籌集資金。
2013年11月10日，坎達兒與家人一起參加了一場慈善庭院義賣活動。銷售所得將進行配捐並捐贈給「分享我們的力量：沒有孩子飢餓」和大洛杉磯費雪之家基金會。
2013年12月24日星期二，坎達兒和金·卡戴珊與孩子們一起前往了洛杉磯兒童醫院的聖誕夜探訪活動。2014年1月19日坎達兒、寇特妮·卡戴珊、利·特維斯特和The Game在加利福尼亞州斯蒂迪奧城的PINZ保齡球館一起參加了一場慈善保齡球比賽，The Game承諾為非營利組織羅賓漢基金會籌集100萬美元的捐款）籌集資金。2014年8月16日坎達兒與她的妹妹凱莉參加了歌手克里斯·布朗在加利福尼亞州格倫代爾舉辦的兩場Kick'n It For Charity名人踢球比賽。坎達兒、安索·艾格特、吉吉·哈蒂德和坎達兒的經紀人Ashleah Gonzales在2015年的一次時尚拍攝期間在威尼斯海灘遇到了無家可歸的模特兒/演員John Economou，這次會面導致Economou與公司總裁Luc Brinker簽署了一份兩人管理合約。2015年2月14日，坎達兒出現在紐約Marc Jacobs的Bookmarc商店，出席《Love》第13期的發布會。 她在限量版T恤銷售中擺姿勢，為設計師抗擊愛滋病籌集善款。
2017年生日那天，坎達兒發起了一場生日活動，並邀請粉絲向慈善組織“慈善：水”捐贈22美元，慶祝她22歲生日，這是一個為發展中國家人民提供清潔安全飲用水的非營利組織。2020年，坎達兒憑藉她的品牌「Zaza World」推出了有利於冠狀病毒救援工作的商品；淨利潤捐給了“Feeding America”，這是一個全國性的食品銀行網絡，為避難所、流動廚房和服務不足的社區提供支持。

## 個人生活
2020年11月，坎達兒在冠狀病毒大流行期間舉辦了一場有一百多人參加的生日派對後，遭到了公眾的廣泛批評。儘管洛杉磯縣實施了居家令，但許多名人仍出席了聚會，包括賈斯汀·比伯和海莉·比伯、威肯和溫妮·哈洛。坎達兒的母親回應了這些批評，她告訴安迪·科恩，「我們真的很有責任，我們確保我們家裡的每個人和我們最親密的朋友都受到嚴格的測驗。所以你知道，我們盡我們所能努力遵守規則。

## 感情生活
坎達兒與英國歌手哈利·史泰爾斯交往，但在2014年分手，之後雖然有過短暫復合，但不久後仍然分開。哈利·史泰爾斯推出第一張個人專輯接受《滾石雜誌》專訪時透露作品靈感來源是以一個女子為繆思，「有時候你就是希望她們知道這是寫給她們的歌」，所有人都猜測那女子便是坎達兒。儘管分手多年，依然是很要好的朋友。
2014年，坎達兒去看錢德勒·帕森斯的比賽，後來又被發現兩人時常逛街，還曾相約燭光晚餐，不過他們倆人始終沒有正面回應這段曖昧情。她從8月起就與他戀愛了，兩人在一起一年多後於11月分手。
2016年3月到7月，坎達兒與NBA球員喬丹·克拉克森，只有四個月的交往，據友人透露是坎達兒其實沒有那麼喜歡喬丹·克拉克森，所以這段戀情很快就結束了。
2018年5月至2019年5月，坎達兒與NBA球員班·西蒙斯藕斷絲連的交往。坎達兒曾因這段情傳出小三風波，2018年5月他們在約會的傳聞傳得沸沸揚揚時，男方當時還有個穩交中的女友，對方是美國歌手蒂娜雪，蒂娜雪的兩個弟弟實在看不下去，氣到爆出這段劈腿醜聞，堅稱班·西蒙斯就是出軌，不穩的感情基礎，讓兩人對外都說是不明確的關係，也對偷吃一事閉口不談，直到坎達兒帶著媽媽去看班·西蒙斯打球，外界認為終於開始認真了，但最終還是不敵遠距離，於2019年五月宣告破局。
2018年8月，坎達兒與NBA球員布雷克·葛里芬指出雙方在這段感情中都只是玩玩，保持著開放式關係輕鬆約會不嚴肅的態度，各自皆有其他約會對象，後來因為布雷克·葛里芬交易到底特律活塞隊，感情迅速轉淡便分開了。
2020年6月到2022年10月，坎達兒與NBA球員德文·布克有戀愛關係。最早在2018年的社交場認識，2020年4月傳出約會，並於隔年2月14日情人節在Instagram官方認愛，後來兩人因過於繁忙的日程難以維繫感情，雙方經過討論後，決定先把重心放在事業上。
2023年2月到10月，坎達兒與壞痞兔被拍到跟贾斯汀·比伯夫婦一起約會，加上兩人對方都非常有好感，因此傳出緋聞，同年3月兩人第一次被拍到接吻，5月兩人以情侶身分首次公開露面，6月兩人各自在採訪中暗示情侶關係，

## 軼聞
百事可樂2017年邀名模坎達兒·珍娜拍攝廣告是自1992年以來繼辛蒂·克勞馥（Cindy Crawford）以後，第二次用模特兒出演百事可樂廣告，但廣告內容設計使用同性戀、反川普與穆斯林遊行等社會對立敏感議題，並在最後使用百事可樂化解遊行，遭致巨大負評認為把嚴肅議題笑鬧膚淺化，並用民粹來賣飲料，公司決定緊急撤換廣告並對所有演出者與坎達兒道歉。

## 影視作品

### 電視劇
| 年份      | 劇名                                     | 備註                           | Ref.            |
| --------- | ---------------------------------------- | ------------------------------ | --------------- |
| 2007–2021 | 《與卡戴珊姐妹同行》                     | 主要角色,20季                  |                 |
| 2009      | 《卡黛珊姊妹邁阿密》                     | 劇集: It's My Life             |                 |
| 2011      | 《寇特妮和金·卡戴姍的紐約行記》          | 2集                            |                 |
| 2011      | 《克羅伊和拉馬爾》                       | 劇集: Unbreakable              |                 |
| 2012      | 《超級名模生死鬥》                       | 劇集: Kris Jenner              |                 |
| 2014      | 《逞能倒霉蛋》                           | 劇集: Kendall and Kylie Jenner |                 |
| 2014      | 2014 Much Music Video Awards'            | Co-host (與凱莉·珍娜)          |                 |
| 2015      | 《泰勒絲: 1989世界巡迴演唱會演唱會影片》 | 拍攝於 海德公園                | [ 143 ]         |
| 2015      | 《I Am Cait》                            | Documentary                    |                 |
| 2015      | 《Victoria's Secret Fashion Show 2015》  | Fashion show                   | [ 76 ]          |
| 2016      | 《Victoria's Secret Fashion Show 2016》  | Fashion show                   | [ 144 ] [ 145 ] |
| 2018      | 《Victoria's Secret Fashion Show 2018》  | Fashion show                   | [ 146 ] [ 147 ] |
| 2020      | 《賈斯汀·比伯：季節》                    | Cameo                          | [ 148 ]         |
| 2022–至今 | 《卡戴珊家族》                           | 主要角色                       |                 |

### 電視影集
| 年份 | 片名                       | 角色       | 備註                                | Ref. |
| ---- | -------------------------- | ---------- | ----------------------------------- | ---- |
| 2012 | 《檀島警騎2.0》            | AJ         | 劇集: "I Ka Wa Mamua" (3.6)         |      |
| 2014 | 《煩人橘子的高果糖歷險記》 | Strawberry | 劇集: "Shakesparagus Speare" (2.23) |      |
| 2018 | 《瞞天過海：八面玲瓏》     | 她自己     | Cameo                               |      |

### 音樂錄影帶
| 年份 | 演唱歌手                  | 歌名              | 角色          | Ref. |
| ---- | ------------------------- | ----------------- | ------------- | ---- |
| 2010 | One Call                  | Blacklight        | Love interest |      |
| 2014 | 派對在隔壁                | Recognize         | 司機          |      |
| 2016 | 黑眼豆豆                  | #WHERESTHELOVE    | 她自己        |      |
| 2017 | 菲姬                      | Enchanté (Carine) | 她自己        |      |
| 2018 | 利爾·迪基                 | Freaky Friday     | 她自己        |      |
| 2019 | 造物主泰勒                | I Think           | 她自己        |      |
| 2020 | 亞莉安娜·格蘭德、小賈斯汀 | Stuck with U      | 她自己        |      |

## 獲獎與提名
| 年份   | 獎項         | 類別                                                | 結果 | Ref.    |
| ------ | ------------ | --------------------------------------------------- | ---- | ------- |
| 2013   | 青少年票選獎 | 選擇電視真人秀明星：女性(與KUWTK的女性演員共同提名) | 獲獎 | [ 149 ] |
| 2014   | 好萊塢青年獎 | You're So Fancy                                     | 提名 | [ 150 ] |
| 2014   | 好萊塢青年獎 | Style Icon                                          | 提名 | [ 150 ] |
| 2014   | 青少年票選獎 | Choice Female Hottie                                | 提名 |         |
| 2014   | 青少年票選獎 | You're So Fancy                                     | 提名 | [ 151 ] |
| 2014   | 青少年票選獎 | 選擇電視真人秀明星：女性(與KUWTK的女性演員共同提名) | 提名 |         |
| 2015年 | 青少年票選獎 | 最佳票選模特兒                                      | 獲獎 |         |
| 2016年 | 青少年票選獎 | 最佳票選模特兒                                      | 獲獎 |         |
| 2016年 | 青少年票選獎 | 熱門女明星選擇獎                                    | 獲獎 |         |
| 2016年 | 英國時尚大獎 | 最佳國際名模                                        | 提名 |         |
| 2017年 | 青少年票選獎 | 最佳票選模特兒                                      | 獲獎 |         |
| 2018   | 青少年票選獎 | Female Choice Hottie                                | 提名 |         |
| 2018   | 青少年票選獎 | Choice Snapchatter                                  | 提名 |         |

## 資料來源
1. ↑  "The Era of the Social Media Models" （页面存档备份，存于）. Harper's Bazaar. Hearst Corporation. Retrieved June 18, 2015.
2. ↑  "The 30 Most Influential Teens of 2015" （页面存档备份，存于）. Time (Time Inc.). October 27, 2015. Retrieved October 28, 2015.
3. ↑  .   [2018-10-09].[永久]
4. ↑  Robehmed, Natalie. . Forbes. 2015-09-17  [2015-09-24]. （原始内容存档于2015-10-16）.
5. 1 2  Robehmed, Natalie. .   [2017-11-21]. （原始内容存档于2017-11-21）.
6. ↑  Smith, Christian. . The Drinks Business. 2021-02-18  [2023-06-22]. （原始内容存档于2023-06-22） （英国英语）.
7. ↑  Bissinger, Buzz. . Vanity Fair. Condé Nast (Advance Publications). 2015-06-01  [2015-12-01]. （原始内容存档于2015-06-13）.
8. ↑  . Guardian. 2017-05-08  [2021-06-06]. （原始内容存档于2020-06-07）.
9. ↑  . Biography. 2020-06-12  [2021-06-06]. （原始内容存档于2021-06-09）.
10. ↑  Gray, Lorna. . Cosmopolitan. 2016-04-12  [2016-04-12]. （原始内容存档于2016-04-14）.
11. 1 2
12. ↑  Challis, Carla. . BT Group. 2015-09-18  [2015-09-24]. （原始内容存档于2020-11-01）.
13. ↑  Lipton, Lauren. . The New York Times. 2013-06-07  [2015-12-02]. （原始内容存档于2015-11-23）.
14. ↑  Bailey, Alyssa. . Elle. 2015-07-24  [2015-12-02]. （原始内容存档于2015-12-04）.
15. ↑  .   [2017-05-24]. （原始内容存档于2016-12-20）.
16. ↑  Brodesser-Akner, Taffy. . The New York Times. 2015-05-08  [2015-12-25]. （原始内容存档于2021-01-21）.
17. ↑  . Time. 2015-02-27  [2023-06-22]. （原始内容存档于2023-06-22） （英语）.
18. ↑  Nordyke, Kimberly. . The Hollywood Reporter. 2007-11-13  [2013-08-17]. （原始内容存档于2019-04-07）.
19. ↑  Wagmeister, Elizabeth. . Variety. 2015-02-27  [2015-06-12]. （原始内容存档于2015-07-17）.
20. ↑  Nordyke, Kimberly. . The Hollywood Reporter. 2011-01-05  [2023-06-22]. （原始内容存档于2023-06-22） （美国英语）.
21. ↑  Goldberg, Lesley. . The Hollywood Reporter. 2014-03-26  [2023-06-22]. （原始内容存档于2023-06-22） （美国英语）.
22. ↑  . www.thefutoncritic.com.   [2023-06-22]. （原始内容存档于2020-01-07）.
23. ↑  . Chicago Tribune. 2017-04-10  [2023-06-22]. （原始内容存档于2023-06-22）.
24. ↑  Otterson, Joe. . Variety. 2017-04-10  [2023-06-22]. （原始内容存档于2021-12-06） （美国英语）.
25. ↑  Stone, Natalie. . Peoplemag. 2020-09-08  [2023-06-22]. （原始内容存档于2023-06-19） （英语）.
26. ↑  Willen, Claudia. . Insider.   [2023-06-22]. （原始内容存档于2023-09-13） （美国英语）.
27. ↑  Bianca Rodriguez. . Marie Claire Magazine. 2020-09-09  [2023-06-22]. （原始内容存档于2023-06-19） （英语）.
28. ↑  Owoseje, Toyin. . CNN. 2021-04-09  [2023-06-22]. （原始内容存档于2023-06-19） （英语）.
29. ↑  Copelton, Melissa. . Life & Style. 2022-02-08  [2023-06-22]. （原始内容存档于2023-06-19） （美国英语）.
30. ↑  Grebenyuk, Yana. . Us Weekly. 2022-04-08  [2023-06-22]. （原始内容存档于2023-06-19） （美国英语）.
31. ↑  . Vogue. 2022-03-08  [2023-06-22]. （原始内容存档于2022-04-06） （美国英语）.
32. ↑  . Hulu.   [2023-06-22]. （原始内容存档于2022-04-23） （美国英语）.
33. ↑  Rosario, Alexandra Del. . Deadline. 2022-02-07  [2023-06-22]. （原始内容存档于2023-04-15） （美国英语）.
34. ↑  Chapman, Wilson. . Variety. 2022-07-11  [2023-06-22]. （原始内容存档于2022-07-11） （美国英语）.
35. ↑  D'Alessandro, Anthony. . Deadline. 2022-06-20  [2023-06-22]. （原始内容存档于2022-07-11） （美国英语）.
36. ↑  Frank, Jason P. . Vulture. 2023-04-28  [2023-06-22]. （原始内容存档于2023-06-02） （美国英语）.
37. ↑  . www.cbsnews.com. 2023-03-28  [2023-06-22]. （原始内容存档于2023-03-28） （美国英语）.
38. ↑  Gibson, Kelsie. . People. 2023-03-31  [2023-06-22]. （原始内容存档于2023-06-19） （英语）.
39. ↑  . USA TODAY.   [2023-06-22]. （原始内容存档于2023-06-19） （美国英语）.
40. ↑  . Cosmopolitan. 2023-05-24  [2023-06-22]. （原始内容存档于2023-06-18） （美国英语）.
41. ↑  . mozo.com.au. 2023-05-05  [2023-06-22]. （原始内容存档于2023-06-19） （澳大利亚英语）.
42. ↑  . Us Weekly. 2010-01-06  [2014-11-16]. （原始内容存档于2016-03-03）.
43. ↑  . Nick Saglimbeni. 2010-07-27  [2016-04-06]. （原始内容存档于2016-03-18）.
44. ↑  . Nick Saglimbeni. 2010-09-08  [2016-04-06]. （原始内容存档于2016-09-13）.
45. ↑  DiNunno, Gina. . TV Guide. NTVB Media (CBS Corporation). 2010-06-01  [2015-06-19]. （原始内容存档于2015-07-12）.
46. ↑  . People. 2009-12-15  [2014-11-16]. （原始内容存档于2014-12-04）.
47. ↑  . Teen Vogue. Condé Nast (Advance Publications). 2010-04-18  [2014-11-17]. （原始内容存档于2015-07-10）.
48. ↑  . Mercedes-Benz Fashion Week. IMG Worldwide.   [2015-05-17]. （原始内容存档于2015-06-18）.
49. ↑  Gibson, Cristina. . E! News (NBCUniversal). 2011-09-15  [2015-06-18]. （原始内容存档于2015-07-12）.
50. ↑  . E! News (NBCUniversal). n.d.  [2016-06-01]. （原始内容存档于2016-01-12）.
51. ↑  Rodriguez, Priscilla. . Teen. 2011-04-29  [2015-09-24]. （原始内容存档于2015-09-24）.
52. ↑  Jenner, Kendall. . Kendall & Kylie Jenner. n.d.  [2015-11-21]. （原始内容存档于2015-07-09）.
53. ↑  Chen, Tina. . Raine Magazine. 2012-09-03  [2015-06-18]. （原始内容存档于2015-07-09）.
54. ↑  Banks-Coloma, Sophia. . StyleHunter. 2012-09-24  [2015-06-18]. （原始内容存档于2015-06-18）.
55. ↑  Mau, Dhani. . Fashionista. 2011-12-12  [2016-04-06]. （原始内容存档于2016-06-01）.
56. ↑  Wan, Tiffany. . Wetpaint. Viggle Inc. 2012-05-30  [2015-12-01]. （原始内容存档于2015-12-09）.
57. ↑  . E! News (NBCUniversal). n.d.  [2016-03-11]. （原始内容存档于2016-02-28）.
58. ↑  Pfeiffer, Kim. . People. 2011-08-04  [2015-06-18]. （原始内容存档于2015-07-14）.
59. ↑  Chen, Tanya. . E! News (NBCUniversal). 2013-05-31  [2015-06-18]. （原始内容存档于2015-06-18）.
60. ↑  Bueno, Antoinette. . Entertainment Tonight. CBS Television Distribution (CBS Corporation). 2014-09-19  [2015-12-01]. （原始内容存档于2015-12-08）.
61. ↑  . Vogue. Condé Nast (Advance Publications). 2012-11-26  [2015-11-24]. （原始内容存档于2017-05-07）.
62. ↑  Holmes, K. . Vibe. 2013-03-27  [2015-06-18]. （原始内容存档于2015-06-18）.
63. ↑  . Facebook. 2015-11-01  [2015-11-24]. （原始内容存档于2019-01-12）.
64. ↑  Mau, Dhani. . Fashionista (Breaking Media, Inc.). 2013-11-21  [2015-06-18]. （原始内容存档于2015-07-10）.
65. ↑  Cope, Rebecca. . Harper's Bazaar. 2013-11-22  [2014-11-16]. （原始内容存档于2014-12-04）.
66. ↑    - Wilkinson, Isabel. . New York (New york). 2014-03-02  [2015-06-19]. （原始内容存档于2015-07-10）.
  - . HuffPost. The Huffington Post Media Group (Verizon Communications). 2014-02-18  [2015-12-01]. （原始内容存档于2017-02-14）.
  - Mendoza, Monica. . Ryan Seacrest Productions. 2014-07-08  [2015-09-23]. （原始内容存档于2015-09-22）.
  - Keiser, Amanda. . Teen Vogue. 2014-03-04  [2015-05-17]. （原始内容存档于2015-07-10）.
  - Swimer, Brigitte. . Reveal. Hearst Magazines UK. 2014-09-30  [2015-06-19]. （原始内容存档于2015-06-18）.
  - Smith, Lauren. . Glamour. 2014-09-08  [2015-06-18]. （原始内容存档于2015-07-10）.
  - Olito, Frank. . Ryan Seacrest. 2014-09-08  [2015-09-23]. （原始内容存档于2015-09-26）.
  - Parker, Ashley Joy. . Fashion & Style. 2014-09-22  [2015-06-18]. （原始内容存档于2015-07-10）.
  - Amos, Candace. . Us Weekly. 2014-09-30  [2015-06-18]. （原始内容存档于2015-07-11）.
  - Amos, Candace. . Us Weekly. 2014-09-12  [2015-06-18]. （原始内容存档于2015-07-08）.
  - Wilkinson, Isabel. . New York. 2014-02-13  [2015-06-19]. （原始内容存档于2015-07-10）.
  - Walano, Rose. . Us Weekly. 2014-09-25  [2015-06-18]. （原始内容存档于2015-07-11）.
67. ↑  Popp, Emily. . E! News (NBCUniversal). 2014-09-30  [2015-06-18]. （原始内容存档于2015-07-02）.
68. ↑  Wang, Connie. . Refinery29. 2014-12-03  [2015-06-18]. （原始内容存档于2015-07-09）.
69. ↑  Wallace, Chris. . Interview. Brant Publications. 2014-06-04  [2014-11-17]. （原始内容存档于2014-11-12）.
70. 1 2
71. ↑  Keiser, Amanda. . Teen Vogue. 2014-08-05  [2015-06-18]. （原始内容存档于2015-07-10）.
72. ↑  Lamont-Djite, Tara. . Harper's Bazaar. 2014-06-17  [2015-06-18]. （原始内容存档于2015-07-10）.
73. ↑  . LOVE. 2014-12-08  [2015-12-30]. （原始内容存档于2015-12-25）.
74. ↑  Millard, Mike; Moran, Nancy. . Bloomberg News (Bloomberg L.P.). 2014-11-15  [2015-06-18]. （原始内容存档于2015-07-11）.
75. ↑    - Nnadi, Chioma. . Vogue. Condé Nast. 2015-03-10  [2015-06-18]. （原始内容存档于2015-06-18）.
  - Gamsworthy, Jasmine. . StyleCaster. 2015-01-27  [2015-06-18]. （原始内容存档于2015-05-31）.
  - . LOVE. 2015-12-01  [2015-12-30]. （原始内容存档于2015-12-04）.
  - . LOVE. 2015-12-24  [2015-12-30]. （原始内容存档于2015-12-26）.
  - Melby, Lea. . Glamour. 2015-02-14  [2015-03-01]. （原始内容存档于2015-02-21）.
  - Soo Hoo, Fawnia. . Fashionista (Breaking Media, Inc.). 2015-02-26  [2015-06-18]. （原始内容存档于2023-09-13）.
  - Vulpo, Mike. . E! News (NBCUniversal). 2015-09-13  [2015-09-24]. （原始内容存档于2015-09-26）.
  - Waland, Rose. . Us Weekly. 2015-02-17  [2015-06-18]. （原始内容存档于2015-07-16）.
  - Cheng, Andrea. . InStyle. 2015-02-17  [2015-06-18]. （原始内容存档于2017-10-28）.
  - Talarico, Brittany. . People. 2015-02-18  [2015-06-18]. （原始内容存档于2015-06-01）.
  - Waland, Rose. . Us Weekly. 2015-02-20  [2015-06-18]. （原始内容存档于2015-07-09）.
  - Torgerson, Rachel; Walano, Rose. . Us Weekly. 2015-09-14  [2015-09-24]. （原始内容存档于2015-09-20）.
  - Spedding, Emma. . Grazia (Arnoldo Mondadori Editore). 2015-02-26  [2015-09-23]. （原始内容存档于2015-11-17）.
  - Yotka, Steff. . Style.com. 2015-02-26  [2015-06-18]. （原始内容存档于2015-07-03）.
  - . E! News (NBCUniversal).   [2015-02-28]. （原始内容存档于2015-03-02）.
  - Rose, Rebecca. . Cosmopolitan. 2015-03-04  [2015-06-18]. （原始内容存档于2015-05-25）.
  - . TooFab. 2015-03-05  [2015-09-24]. （原始内容存档于2015-09-25）.
  - Sirera, Lindsey. . E! News (NBCUniversal). 2015-10-01  [2015-10-01]. （原始内容存档于2015-10-02）.
  - . People. 2015-06-09  [2015-06-18]. （原始内容存档于2015-06-13）.
  - Marinelli, Gina. . Refinery29. 2015-06-09  [2015-06-18]. （原始内容存档于2015-06-18）.
  - Sirera, Lindsey. . E! News (NBCUniversal). 2015-06-09  [2015-06-18]. （原始内容存档于2015-09-26）.
  - Apatoff, Alex. . People. 2015-09-12  [2015-09-24]. （原始内容存档于2015-09-25）.
  - Diderich, Joelle. . Women's Wear Daily. Fairchild Fashion Media (Penske Media Corporation). 2015-10-03  [2015-11-21]. （原始内容存档于2015-12-04）.
  - Hutchings, Lucy. . Vogue. 2015-10-21  [2015-10-23]. （原始内容存档于2015-10-22）.
  - Haines, Ashley. . Global Grind (Interactive One). 2015-01-08  [2015-09-23]. （原始内容存档于2015-09-25）.
  - Rees, Alex. . Cosmopolitan. 2015-04-10  [2015-06-18]. （原始内容存档于2015-06-12）.
  - Rees, Alex. . Cosmopolitan. 2015-04-15  [2015-06-18]. （原始内容存档于2015-06-18）.
  - Rutherford, Chrissy. . Harper's Bazaar. 2015-01-08  [2015-06-18]. （原始内容存档于2015-09-06）.
  - Rose, Rebecca. . Cosmopolitan. 2015-05-31  [2015-06-18]. （原始内容存档于2015-06-18）.
  - Adlman, Nicole. . E! News (NBCUniversal). 2015-06-02  [2015-06-18]. （原始内容存档于2015-06-23）.
  - Bacardi, Francesca. . E! News (NBCUniversal). 2015-06-28  [2015-09-24]. （原始内容存档于2015-09-26）.
  - Yotka, Steff. . Style.com. 2015-04-17  [2015-06-18]. （原始内容存档于2015-06-15）.
  - Karmali, Sarah. . Harper's Bazaar. 2015-05-19  [2015-12-01]. （原始内容存档于2015-12-08）.
  - Duggan, Leeann. . Refinery29. 2015-01-26  [2015-06-18]. （原始内容存档于2015-05-18）.
  - Socha, Miles. . Women's Wear Daily. Fairchild Fashion Media（英语：Fairchild Fashion Media） (Penske Media Corporation). 2015-07-16  [2015-09-23]. （原始内容存档于2015-09-25）.
  - Euse, Erica. . Complex（英语：Complex (magazine)）. Complex Media Inc. 2015-10-19  [2015-10-23]. （原始内容存档于2015-10-23）.
  - . HuffPost (The Huffington Post Media Group (Verizon Communications)). 2015-07-29  [2015-09-23]. （原始内容存档于2015-09-24）.
  - Bayley, Leanne. . Glamour. 2015-07-30  [2015-09-23]. （原始内容存档于2016-03-04）.
  - Kile, Meredith B. . 今夜娛樂（英语：Entertainment Tonight）. CBS Television Distribution（英语：CBS Television Distribution） (CBS Corporation). 2015-09-22  [2015-09-24]. （原始内容存档于2015-09-25）.
  - . Vogue. 2015-10-20  [2015-10-23]. （原始内容存档于2016-12-15）.
  - Green, Adam. . Vogue. 2015-11-17  [2015-11-17]. （原始内容存档于2015-11-18）.
  - Murphy, Desiree. . Entertainment Tonight. CBS Television Distribution (CBS Corporation). 2015-09-19  [2016-01-04]. （原始内容存档于2016-01-07）.
76. 1 2
77. ↑  Bain, Marc. . Quartz. 2015-03-27  [2015-06-18]. （原始内容存档于2015-06-01）.
78. ↑  Tan, Lara. . CNN. 2015-05-06  [2015-06-19]. （原始内容存档于2015-05-18）.
79. ↑  Conlon, Scarlett. . Vogue. 2016-01-20  [2016-02-25]. （原始内容存档于2016-03-04）.
80. ↑  Florendo, Eliza. . Bustle. 2016-02-18  [2016-02-19]. （原始内容存档于2016-02-22）.
81. ↑  Bahou, Olivia. . InStyle. 2016-02-25  [2016-02-25]. （原始内容存档于2017-07-08）.
82. ↑  Hollis, Roberta. . Elle UK. 2016-02-27  [2016-02-29]. （原始内容存档于2023-09-13）.
83. ↑    - Brown, Laura. . Harper's Bazaar. 2016-04-09  [2016-05-12]. （原始内容存档于2016-05-17）.
  - DiNunno, Gina. . Teen Vogue. 2016-01-26  [2016-01-28]. （原始内容存档于2016-02-01）.
  - Yotka, Steff. . Vogue. 2016-02-14  [2016-06-05]. （原始内容存档于2016-05-26）.
  - Rodulfo, Kristina. . Elle. 2016-03-09  [2016-03-09]. （原始内容存档于2016-04-12）.
  - Adamson, Thomas. . National Post (Postmedia Network). 2016-03-04  [2016-03-04]. （原始内容存档于2023-09-13）.
  - Bacardi, Francesca. . E! News (NBCUniversal). 2016-02-01  [2016-02-02]. （原始内容存档于2016-02-02）.
  - Stone, Andrew. . Refinery29. 2015-12-20  [2015-12-30]. （原始内容存档于2015-12-24）.
  - . Vanity Fair. n.d.  [2016-03-08]. （原始内容存档于2016-03-10）.
  - L'Heureux, Catie. . New York. 2016-03-03  [2016-03-03]. （原始内容存档于2016-03-07）.
  - Heinzinger, Kristen. . Daily Front Row. 2016-05-03  [2016-05-03]. （原始内容存档于2016-05-05）.
  - . Self Service Magazine. n.d.  [2016-04-07]. （原始内容存档于2017-09-12）.
84. ↑  Duboff, Josh. . Vanity Fair. 2016-03-23  [2016-03-23]. （原始内容存档于2016-03-24）.
85. ↑  Marfil, Lorelei. . Women's Wear Daily. Fairchild Fashion Media (Penske Media Corporation). 2016-01-13  [2016-01-13]. （原始内容存档于2016-01-15）.
86. ↑  . Latin Post. 2016-01-22  [2016-01-28]. （原始内容存档于2016-01-24）.
87. ↑  Sebra, Matt. . GQ. 2016-01-27  [2016-01-28]. （原始内容存档于2016-01-28）.
88. ↑  Johnson, Zach. . E! News (NBCUniversal). 2016-02-16  [2016-02-17]. （原始内容存档于2016-02-18）.
89. ↑  Fischer, Lauren Alexis. . Harper's Bazaar. 2016-02-09  [2016-02-09]. （原始内容存档于2016-02-10）.
90. ↑  Haigh, Joshua. . Daily Mirror. 2016-05-30  [2018-04-04]. （原始内容存档于2018-08-04）.
91. ↑  Boden, Samantha. . NewYou. 2016-04-07  [2016-04-07]. （原始内容存档于2016-05-05）.
92. ↑  Demarchelier, Patrick (director).  (online video). ParisShops (TiendasParis) on YouTube. 2014-11-28  [2016-04-05]. （原始内容存档于2018-04-03）.
93. ↑  Duff, Seamus. . The Mirror. 2017-08-31  [2018-04-04]. （原始内容存档于2020-03-30）.
94. ↑  Celia, Ellenberg. . Vogue. 2022-09-16  [2024-01-25]. （原始内容存档于2022-09-17）.
95. ↑  . The PolishAholic. 2011-10-24  [2011-10-24]. （原始内容存档于2011-10-26）.
96. ↑  Sieczkowski, Cavan. . HuffPost (The Huffington Post Media Group (Verizon Communications)). 2013-09-18  [2015-06-18]. （原始内容存档于2017-02-26）.
97. ↑  Lewis, Casey. . Teen Vogue. 2012-03-16  [2015-12-27]. （原始内容存档于2015-09-30）.
98. ↑  Apatoff, Alex. . People. 2013-07-17  [2015-06-18]. （原始内容存档于2015-09-05）.
99. ↑  Mau, Dhani. . Fashionista. Breaking Media, Inc. 2011-12-13  [2015-06-19]. （原始内容存档于2023-09-13）.
100. ↑  Denley, Susan. . Los Angeles Times. 2014-02-19  [2015-06-19]. （原始内容存档于2015-09-25）.
101. ↑  Fowler, Brandi. . E! News (NBCUniversal). 2014-02-22  [2015-06-18]. （原始内容存档于2017-03-17）.
102. ↑  . Yahoo! Finance.   [2013-02-08]. （原始内容存档于2013-07-14）.
103. ↑  Bailey, Alyssa. . Elle. 2015-02-04  [2015-06-18]. （原始内容存档于2015-06-18）.
104. ↑  Bowden, Ebony. . The Sydney Morning Herald. The Sydney Morning Herald (Fairfax Media Limited). 2015-11-18  [2015-12-01]. （原始内容存档于2016-11-20）.
105. ↑  Barsamian, Edward. . Vogue. 2016-01-28  [2016-01-28]. （原始内容存档于2016-01-29）.
106. ↑  Mizoguchi, Karen; Talarico, Brittany. . People. 2016-02-09  [2016-02-09]. （原始内容存档于2016-04-17）.
107. ↑  Griffith, Erin. . Fortune. 2015-09-14  [2015-09-24]. （原始内容存档于2015-09-28）.
108. ↑  Horniacek, Julia. . Bustle. 2015-09-14  [2015-09-24]. （原始内容存档于2015-09-25）.
109. ↑  Shaul, Brandy. . Adweek. 2015-03-17  [2015-12-27]. （原始内容存档于2016-01-05）.
110. ↑  Reisinger, Don. . Fortune. 2016-02-16  [2016-02-16]. （原始内容存档于2016-02-20）.
111. ↑  Fortin, Jacey. . The New York Times. 2017-06-30  [2017-07-08]. （原始内容存档于2017-07-05）.
112. ↑  Kreps, Daniel. . Rolling Stone. 2017-07-08  [2017-07-08]. （原始内容存档于2017-07-08）.
113. ↑  . PAPER. 2020-07-07  [2022-11-08]. （原始内容存档于2022-11-08） （英语）.
114. ↑  Lacombe, Gabriella. . FashionNetwork.com. 2020-07-05  [2022-11-08]. （原始内容存档于2022-11-08） （美国英语）.
115. ↑  Denton, Elizabeth. . allure. 2019-04-24  [2020-11-07]. （原始内容存档于2020-10-31）.
116. ↑  Ponce, Kevin. . V Magazine. 2020-10-27  [2020-11-07]. （原始内容存档于2020-11-04）.
117. ↑  Ramirez, Elva. . Forbes.   [2023-06-22]. （原始内容存档于2023-06-22） （英语）.
118. ↑  . ELLE. 2021-02-17  [2023-06-22]. （原始内容存档于2023-06-22） （英国英语）.
119. ↑  Rees, Alex. . Cosmopolitan. 2014-02-14  [2015-06-18]. （原始内容存档于2015-06-21）.
120. ↑  Gicas, Peter. . E! News (NBCUniversal). 2013-11-11  [2015-06-18]. （原始内容存档于2015-09-25）.
121. ↑  Mullins, Jenna. . E! News (NBCUniversal). 2013-12-25  [2015-12-01]. （原始内容存档于2016-04-04）.
122. ↑  . Yahoo! Sports. 2014-01-20  [2015-10-24].[]
123. ↑  Peters, Mitchell. . Billboard. 2014-07-20  [2015-10-24]. （原始内容存档于2016-02-22）.
124. ↑  Heller, Corinne. . E! News (NBCUniversal). 2014-08-17  [2015-06-18]. （原始内容存档于2015-09-26）.
125. ↑  Ongley, Hannah. . Details. 2015-12-15  [2015-12-27]. （原始内容存档于2016-01-06）.
126. ↑  Murk, Ninette. . Designers Against AIDS. 2015-02-18  [2015-11-21]. （原始内容存档于2015-09-25）.
127. ↑  Dupre, Elyse. . E!. 2017-11-03  [2020-11-08]. （原始内容存档于2021-02-11）.
128. ↑  Okwodu, Janelle. . VOGUE. 2020-05-02  [2020-11-08]. （原始内容存档于2020-12-05）.
129. ↑  France, Lisa Respers. . CNN. 2020-11-02  [2020-11-05]. （原始内容存档于2020-11-02）.
130. ↑  Bailey, Alyssa. . ELLE. 2020-11-03  [2020-11-05]. （原始内容存档于2020-11-03） （美国英语）.
131. ↑  Arnold, Amanda. . The Cut. 2020-11-02  [2020-11-05]. （原始内容存档于2020-11-11） （美国英语）.
132. ↑  France, Lisa Respers. . CNN. 2020-11-03  [2020-11-05]. （原始内容存档于2020-11-04）.
133. ↑  .   [2018-10-24]. （原始内容存档于2022-04-01）.
134. ↑  . Harper's BAZAAR. 2022-12-01  [2024-05-05]. （原始内容存档于2024-05-24） （美国英语）.
135. ↑  Salessy, Par. . Vogue. 2020-01-24  [2020-10-19]. （原始内容存档于2020-10-20）.
136. ↑  . People. 2021-04-26  [2021-05-26]. （原始内容存档于2021-04-26）.
137. ↑  . www.etonline.com.   [2022-06-23]. （原始内容存档于2022-06-22） （美国英语）.
138. ↑  . Peoplemag.   [2022-11-28]. （原始内容存档于2022-11-21） （英语）.
139. ↑  .   [2017-04-06]. （原始内容存档于2017-04-06）.
140. ↑  Iasimone, Ashley. . Billboard (Hollywood Reporter-Billboard Media Group (Prometheus Global Media/Guggenheim Partners)). 2015-06-27  [2015-06-27]. （原始内容存档于2015-06-30）.
141. ↑  Le Vine, Lauren. . Vanity Fair. 2016-12-02  [2022-10-04]. （原始内容存档于2022-06-29）.
142. ↑  Stiegman, Kelsey. . Seventeen. 2016-12-01  [2022-10-04]. （原始内容存档于2022-10-04）.
143. ↑  Gonzales, Erica. . Harper's Bazaar. 2018-11-09  [2022-10-04]. （原始内容存档于2022-10-04）.
144. ↑  Bailey, Alyssa. . Elle. 2018-11-09  [2022-10-04]. （原始内容存档于2022-10-04）.
145. ↑  . ScreenRant. 2020-05-28  [2020-08-02]. （原始内容存档于2020-06-15） （美国英语）.
146. ↑  . Daily News (New York: Mortimer Zuckerman for Daily News, Lp). Associated Press. 2013-08-12  [2016-02-18]. （原始内容存档于2018-08-14）.
147. ↑  Samotin, Pierre. . StyleCaster. 2014-08-10  [2016-02-18]. （原始内容存档于2016-02-25）.

## 外部連結
- 坎達兒·珍娜的Instagram帳戶
- 坎達兒·珍娜的Facebook專頁
- 坎達兒·珍娜的X（前Twitter）

1. ↑  Kris is Kendall's cisgendered mother. Caitlyn transitioned from male to female in 2015.[7]